# 坎皮利亚切尔沃
坎皮利亚切尔沃（義大利語：Campiglia Cervo），是意大利比耶拉省的一个市镇。总面积28.21平方公里，人口506人，人口密度17.94人/平方公里（2020年）。ISTAT代码为096086。
2016年1月1日，奎滕戈与圣保罗-切尔沃两市镇合并至本市镇。